# La Unión, Santa Bárbara
La Unión är en ort i Honduras.   Den ligger i departementet Departamento de Santa Bárbara, i den västra delen av landet, 190 km nordväst om huvudstaden Tegucigalpa. La Unión ligger 584 meter över havet och antalet invånare är 827.
Terrängen runt La Unión är huvudsakligen kuperad, men söderut är den bergig. Runt La Unión är det ganska tätbefolkat, med 111 invånare per kvadratkilometer. Närmaste större samhälle är Macuelizo, 18,6 km norr om La Unión. 